# Movimento Nacional Feminino
O Movimento Nacional Feminino (MNF) (1961-1974) foi uma organização de suporte do Estado Novo criada por iniciativa de Cecília Supico Pinto e apoiada por António de Oliveira Salazar, voltada para a organização das mulheres em torno do apoio à Guerra Colonial, em particular quando o conflito em Angola, Moçambique e Guiné se intensificou.
Esta organização não teve qualquer papel na reivindicação por alterações no papel das mulheres na sociedade portuguesa no tempo do Estado Novo. Pretendia sim demonstrar que a realidade política e social existente garantia às mulheres o exercício de direitos necessários e suficientes.

## História
Após a comoção gerada pelo golpe fracassado de assalto ao navio Santa Maria, Cecília Supico Pinto, esposa de Luís Supico Pinto, antigo ministro de Salazar, criou um movimento que veio a designar-se Movimento Nacional Feminino. Esta era pertencente à alta burguesia mais afecta ao regime.

Oficialmente o MNF foi criado no dia de aniversário de Salazar (28 de Abril) de 1961. Recebeu o apoio governamental, assim como a influência das Vicentinas.

## Iniciativas
Uma das primeiras iniciativas do MNF foi a criação das madrinhas de guerra, de apoio moral e material aos soldados da Guerra Colonial  e às suas famílias. 
Em Julho de 1961 o general Gomes de Araújo, subsecretário adjunto da Defesa Nacional considerou o MNF como a entidade indicada para o fornecimento e distribuição dos aerogramas militares. Entre 1961 e 1974 o MNF editou mais de 300 milhões de aerogramas (com o preço de 20 centavos cada), dos quais 40 milhões até 1967. 
Publicou, sem grande sucesso, as revistas Presença e Guerrilha. A primeira era uma publicação mensal dirigida por Luíza Manoel de Vilhena, e a segunda uma revista mensal para militares, dirigida por Cecília Supico Pinto e tendo como chefe de redacção, primeiro, Martinho Simões e depois, Mário Matos Lemos.
No Natal de 1971 lançou um disco Natal, com Amália, Eusébio, Agostinho, Hermínia, Florbela Queirós e Francisco Nicholson.

## Fundadoras
- Maria Luísa Bobone;
- Teresa Mónica;
- Maria da Glória Barros e Castro, presidente das Vicentinas;
- Madalena da Câmara Fialho, professora do Colégio de Odivelas;
- Deolinda Santos, directora do Colégio de Odivelas.

### Membros
- Ivone Ferreira;
- Maria Alice Vinhas;
- Margarida Sousa Machado;
- Maria Luísa Reymão Nogueira.